# Ehemaliges Wolllager und Wäscherei

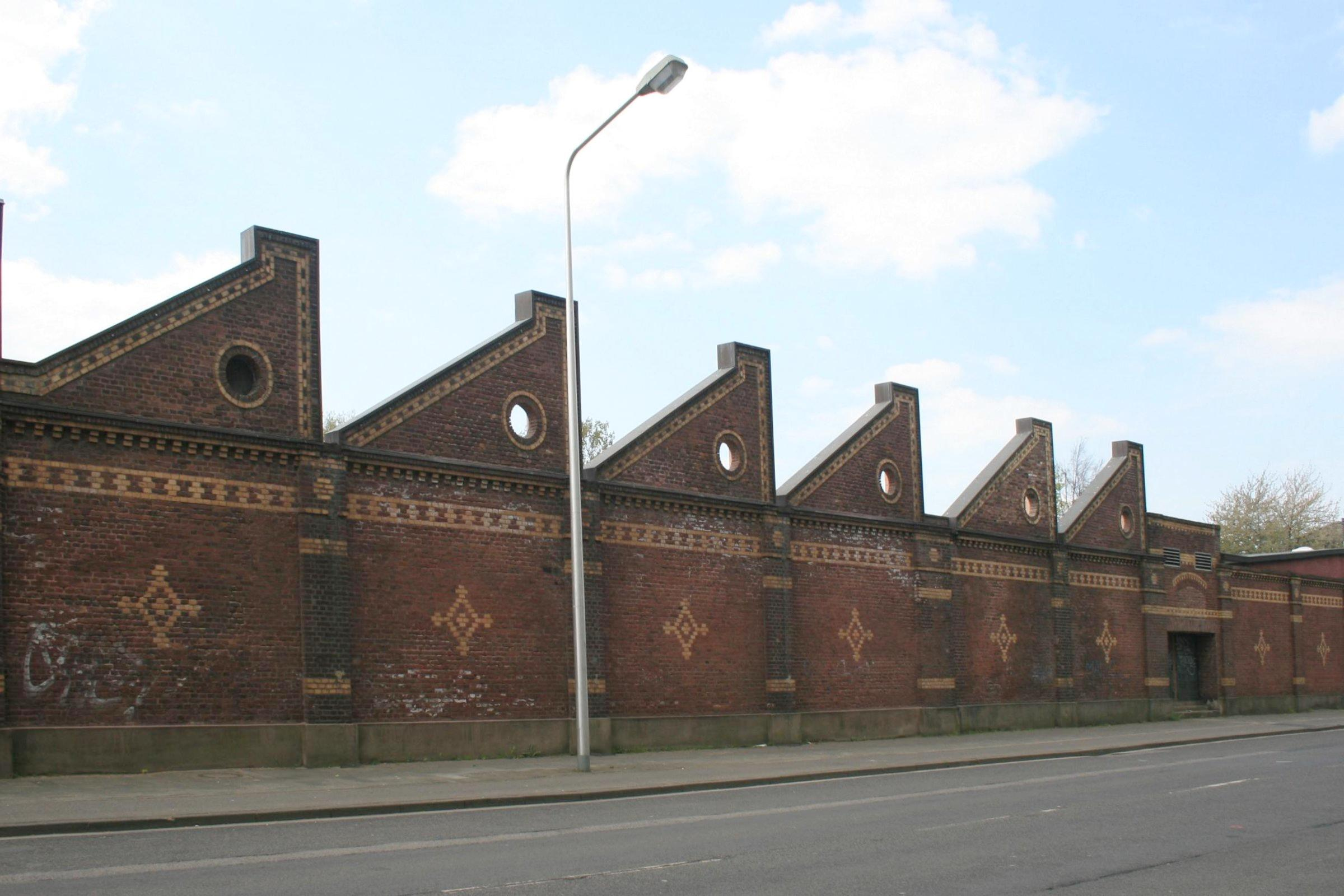
Ehemaliges Wolllager und Wäscherei

Das ehemalige Wolllager und Wäscherei ist Teil der ehemaligen Feintuchfabrik Leopold Schoeller in Düren in Nordrhein-Westfalen, Valencienner Straße. Die Fabrik und alle Gebäude wurden um 1895 erbaut.
Es handelt sich um ein zweigeschossiges langgestrecktes Produktionsgebäude rückwärtig an die Shedhalle anschließend. Siehe Ehemalige Produktionshallen, ehemalige Spinnerei- und Webereihallen. 
Der Backsteinbau hat 23 Fensterachsen und ein Satteldach. Die Fassade hat eine Lisenengliederung. Im Erdgeschoss sind segmentbogige Fensteröffnungen, im Obergeschoss rundbogige Fensteröffnungen. Im Inneren gibt es eine Kappendecke auf gusseisernen Säulen.
Das Bauwerk ist unter Nr. 1/066d in die Denkmalliste der Stadt Düren eingetragen.